# 大橋巨泉
大橋 巨泉（おおはし きょせん、1934年〈昭和9年〉3月22日 - 2016年〈平成28年〉7月12日）は、日本のテレビタレント、放送作家、政治家。
テレビ司会者のほか、競馬評論家、ジャズ評論家、時事評論家としての活動も行い、馬主でもあるなど、日本のマルチタレントの先駆けとなった。実業家・芸能プロモーターとしてもオーケープロダクション（旧・大橋巨泉事務所）を創業し、取締役会長を務めたほか、海外でお土産物屋「オーケーギフトショップ」を経営するオーケーギフトショップグループの取締役社長を務めた。また、政治家として参議院議員を務め、会派は民主党・新緑風会に所属した。
本名は大橋 克巳（おおはし かつみ）。芸名の「巨泉」は元々は自身の俳号である。なお、多くの芸能人や関係者・視聴者が「巨泉」「巨泉さん」と呼び、「大橋（さん）」と呼ばれることは皆無に近かったため、本稿では本人の人称を巨泉と記述する。

## 生涯

### 生い立ち
東京府東京市本所区（現：東京都墨田区）両国生まれ。祖父は江戸切子の名人・大橋徳松（岐阜県大垣市出身）。実家は両国でカメラの部品製造・小売を生業とする「大橋商店」を経営していた。同じく実家がカメラ屋の萩本欽一とは店同士取引があり、幼い萩本と巨泉はその当時からの知り合いである。巨泉の実家製作のカメラ「ロールライト」の現存する2機は萩本とすぎやまこういちが所有している、とも語っていた。
本所区立江東尋常小学校（現・墨田区立両国小学校）を経て、第二次世界大戦の戦局悪化に伴い、1943年7月から千葉県山武郡横芝町に疎開し、横芝国民学校4年に編入。敗戦直後、横芝の自宅で叔父が所有するジャズレコードを見つけアメリカへの憧れが強くなる。1946年、千葉県立成東中学校 (旧制)に入学。1947年、東京両国に再度移った。

### アメリカへの憧れ
「憧れのアメリカ」へ行くには英語の習得が必要と考え、当時朝鮮戦争の特需もあり、家業のカメラ商売に役立つと親を説得しアテネ・フランセ英語科で英語を学ぶ。日本大学第一中学校・高等学校を卒業し、ジャーナリストになってアメリカへ行こうと早稲田大学第一政治経済学部新聞学科（後に廃科）へ進学するも中退。
大学生の頃はほとんど勉強をせず、テストではカンニングをしていたという。大学中退の理由は、当時の大学は1年次から2年次にかけて教養課程があり、人文科学系や社会科学系に加えて自然科学系科目も必修だったのだが、苦手な理数系科目での単位取得が望めなかったためである。後に「早稲田大学を中退したタレントは出世する」という伝説のはしりにつながっている。
1953年刊行の「俳句研究」臨時増刊別冊付録の「俳句結社同人名簿」に大橋巨泉の名が掲載されている。
1955年4月のスイングジャーナルには巨泉のコラムが掲載されているためこの時点でジャズ評論家になったことが分かる。

### ジャズ司会者
早稲田大学の学生時代から当時ブームだったモダンジャズ、コンサートの司会者として活動していた。なお、大学在学中に俳人としての活動もしていた。「巨泉」という芸名は俳号だが、戦前の郷土玩具画家である川崎巨泉とは関係ない。アイデアが泉のように湧き出るようにと、最初「大泉」を考えたが、それでは、名字も名前も大がつくので、大の巨人ファンということから大を巨に変えて「巨泉」とした。2年後輩の寺山修司と出会った時に「こいつにはかなわん」と思って俳句の道から足を洗ったという。また1956年頃には、主にラジオ・テレビの音楽番組評論をする時のペンネームとして「池間 仙也」の名前も使っていた。

### 芸能界へ
最初の妻であるマーサ三宅と結婚後、中野区野方へ住まいを移し、実家の大橋商店に勤務するも「自分にはサラリーマン生活は無理」とすぐに辞める。ジャズ喫茶に出入りするうち、ジャズ評論家・放送作家からテレビ司会者に進出、弁舌家のタレントとして人気を得る。この方面では、同じく放送作家出身の前田武彦と人気を二分し、彼と2人で日本テレビ『巨泉・前武ゲバゲバ90分!』の司会を務めた。
放送作家としてテレビの裏側にいた巨泉が、テレビ出演という表舞台に進出するきっかけになったのは『11PM』の開始だった。新番組の感想をディレクターに尋ねられた巨泉は「麻雀、競馬、ゴルフ、釣りなどの遊びを取り上げてみたら」と提案した。当時はテレビにとってギャンブルはまだタブーだった時代にもかかわらず巨泉の提案は受け入れられた。しかし、そのコーナーの進行役を務める適任者が見当たらなかったため、ディレクターは巨泉自身に出演をもちかけ、コーナー司会者として起用された。その後、番組全体の司会者であった小島正雄の急逝もあり、巨泉がメイン司会を務めることになった。

### テレビ司会者として
1960年代から1980年代にかけ、『11PM』や、TBS『クイズダービー』、毎日放送『世界まるごとHOWマッチ』などの司会で名を馳せる。「野球は巨人、司会は巨泉」のキャッチフレーズ通り、競馬や野球、麻雀の評論でも活動し、ニッポン放送『大橋巨泉の責任プロデュース 日曜競馬ニッポン』のパーソナリティを務めた。その後は1990年3月に「56歳になったし、身を引いて司会業は長くやるものではない!」とTBS『ギミア・ぶれいく』以外のテレビ・ラジオのレギュラー番組を全て降板して、メディア業界から「セミリタイア」（後述）した。
特に『クイズダービー』内で巨泉は女性出演者に対して、よく下の名前で呼んでいた。例として、長年の「4枠」レギュラーだった竹下景子には「けいこちゃん」、2枠レギュラーだった山﨑浩子には「ひろこ」など。ただし、山崎の後の2枠レギュラーだった井森美幸に対しては、「みゆき」よりも上の苗字の「イモリ」で呼ぶことが多かった。
このようにタレントを呼び捨てにしたり、馴れ馴れしく呼ぶスタイルの司会者は当時では珍しく、タレントを呼び捨てで呼ぶのは巨泉にとって早大・ジャズ業界・司会業の先輩にあたる小島正雄の「ステージの上にいるものはギャラをもらって商売してるんだ。下で見ている人たちは金を払ってきているお客様だ。売っている人間同士が買ってくださるお客に対して「さん付け」で紹介するなんて、それこそ失礼だと思わないか」という教えを守ったためである。久米宏、タモリ、ビートたけし、明石家さんま、島田紳助など、後の大物の司会者たちも「久米」「タモリ」「たけし」「さんま」「紳助」と呼び捨てにしていた。そのため、巨泉の功績を知らない若者からは偉い人と勘違いされたこともある。
番組共演者にニックネームを付けるのを得意としていた。『クイズダービー』では、黒鉄ヒロシには「裏切り狸」、篠沢秀夫には「教授」、はらたいらには「宇宙人」、竹下景子には「三択の女王」、常連ゲストの松崎しげるには「クイズの帝王」とそれぞれ付けた。また、『世界まるごとHOWマッチ』では、石坂浩二を本名の武藤兵吉に因む愛称「兵ちゃん」と呼び、ケント・ギルバートには「ネギルバート」（「値切る」と「ギルバート」の語呂合わせ）、チャック・ウィルソンには「ケチャック」（「ケチ」と「チャック」の語呂合わせ）とそれぞれ付けた。このようによく出演者にニックネームを付けて呼ぶというやり方は、前田武彦に倣ったものであった。
同じ『11PM』の司会であった 愛川欽也を筆頭に財津一郎、玉置宏、藤村俊二、前田憲男ら、同じ1934年生まれの芸能人らと「昭和九年会」を結成した。
『11PM』ではお色気だけでなく硬派の社会ネタ「巨泉の考えるシリーズ」が月曜日を中心に行われており、当時のプロデューサーがたまたまアメリカ合衆国での福祉取材中に見た「レイバー・デイ・テレソン」をヒントに、「考えるシリーズ」内で行われた「世界の福祉」を取り上げた番組からの派生企画として『24時間テレビ 「愛は地球を救う」』に発展。日テレ開局25周年記念の目玉企画として行われた第1回放送（1978年8月26日-8月27日）で、萩本欽一、ピンク・レディーらとともに総合司会を担当している。

### オーケーギフトショップ経営

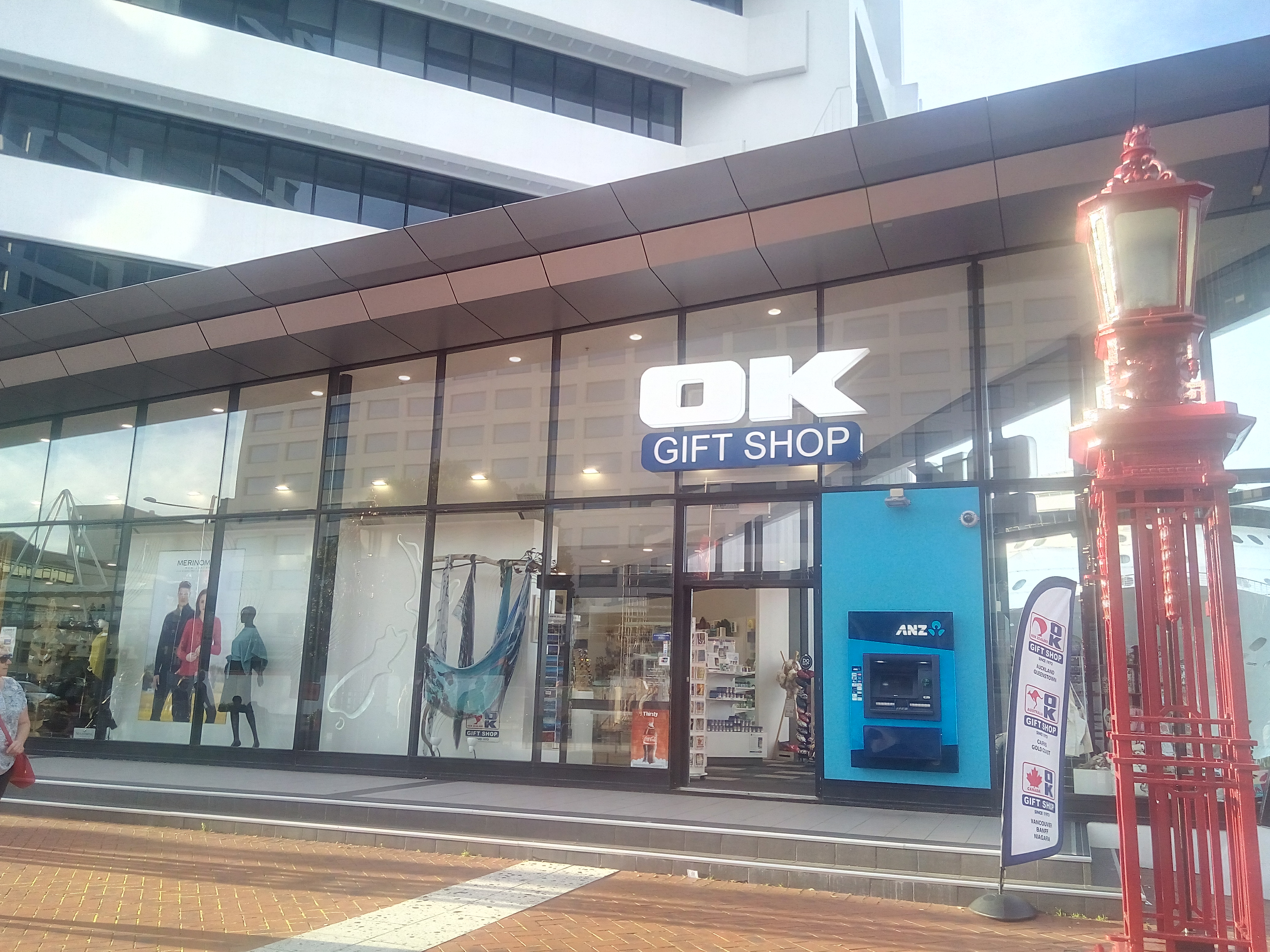
OKギフトショップオークランド店

1973年、カナダのバンクーバーに、日本人観光客が日本語で買い物できる土産物店「オーケーギフトショップ」を開店し、実業家に転進した。
その後、カナダ国内ではバンフとナイアガラに開店したほか、オーストラリアのゴールドコーストとケアンズ、ニュージーランドのオークランドとクライストチャーチ（2011年にクイーンズタウンへ移転）にも展開し、3ヶ国7店舗まで事業を拡大した。
湾岸戦争、アメリカ同時多発テロ事件、クライストチャーチ地震などの影響があったものの、同店舗のみ取り扱う限定商品の販売や、大手旅行代理店とのタイアップ（来店粗品や割引が効くクーポン券の配布）、日本語の通じる店員が常駐するなどの面で評判が良く、巨泉死去後も継続して運営されていた。しかし、新型コロナウイルス流行の影響で、2020年6月をもってカナダ国内の店舗を全店閉鎖し、オーケーギフトショップ・カナダは廃業した。なおオーストラリアとニュージーランドの現地法人は引き続き経営を続けている。
カナダ以外にオーストラリアとニュージーランドに進出した理由は、カナダとは季節が逆の南半球に出店することで、観光客が激減する冬季の売上を補う必要があったためだという。一方で、憧れていた隣国アメリカには、地元からの強い要望があったにもかかわらず出店していない。
「オーケー」の名は、オーナーの大橋巨泉と、共同経営者でカナダ日系人協会会長などを務めたゴードン門田（門田亮）の2人の苗字イニシャルからとられており、日本のスーパーマーケット「オーケー」とは関係がない。

### 競馬評論家
競馬評論家としても積極的に活動していた。「プロの調教師が出してくる以上、八分以上の出来」にあるとして、出走各馬の調教を見ないで予想したことから、書斎派の筆頭格であった。サンケイスポーツや、1980年代後半まで「巨泉でバッチリ」のタイトルで競馬エイトの競馬予想のコーナーで執筆していたほか、『中央競馬ダイジェスト』（フジテレビ系・土曜深夜放送分）や『土曜競馬ニッポン・日曜競馬ニッポン』（ニッポン放送）に出演していた。
「土曜競馬ニッポン・日曜競馬ニッポン」は1976年4月にニッポン放送が鳴り物入りでスタートさせるが、開始前の巨泉はラジオ関東の「日曜競馬実況中継」に出演していた。移籍のきっかけは深澤弘が日参して口説き落としたものであり、巨泉は深澤について「あんまり好きじゃなかった」と述べたことがある。
巨泉は当時、競馬ファンに最も影響力を持つ論客として知られていた。ファン目線での評論が多く、しばしば競馬界全体を批判することもあった。その最たる例は第1回ジャパンカップにヨーロッパの馬を招待しなかったことに対して、「何故、イギリスやフランスなどから呼ばないのか?」と日本中央競馬会（JRA）の機関誌『優駿』やサンケイスポーツで痛烈に批判したことである（翌第2回よりヨーロッパ勢の招待が実現）。また、天皇賞の「勝ち抜き制度」に対しても、競馬エイトの「巨泉でバッチリ」で、批判を繰り返していた。
「府中の千八、展開要らず」、「競馬は所詮いい加減なもの」という競馬格言は、巨泉が作ったものとされている。血統と展開と騎手で推理し、しばしば長距離の逃げ馬を的中させていた（トーヨーアサヒが勝った1973年のダイヤモンドステークスなど）。谷岡一郎が「本命2,000円、対抗1,000円、穴・大穴・枠流し500円」で巨泉の予想と結果をGIレースのみ計算した結果、戻って来る金は賭け金の80.83%であった（谷岡一郎『ツキの法則』）。これでは負け越しだが、競馬の控除率が25%前後であることから、平均してそれ以上の戻りがあった巨泉の予想を優れたものと結論づけている。
中央競馬の馬主でもあり（本名の大橋克巳、オーケー商事名義）、1973年には所有馬のロックプリンスが東京優駿（日本ダービー）に出走している（27頭中11着）。「タケシツービート」という名前の馬も所有していた。
シンボリ牧場オーナーだった和田共弘、騎手・調教師だった野平祐二と親交が深く、スピードシンボリが海外遠征した際には、ロンシャン競馬場（フランス・パリ）へ両者と行動を共にした。
また、日本ダービーに出走する競走馬を登録するために馬主が支払う登録料の増額を実現させたのも巨泉である。登録料の上限が1万円だった当時、「1万円だったらまあいいや、みたいなダメもと出走が出て来てレベルが下がる」と苦言を呈し、レースのレベルを高め、本当に勝ちたい馬だけが出走できるように仕向けて競馬法の改正、登録料増額につなげた。
1988年、自身のセミリタイアから1年早く、競馬評論からセミリタイアした。きっかけは、1988年の天皇賞（秋）の「オグリキャップとタマモクロスの一騎討ちムードの状況で、登録料が1万円と安いから勝負になりそうもない馬が何頭も出てきている」といった内容を、巨泉が当日のラジオの中継で話したことが発端であった。それに対し、同競走にレジェンドテイオーを出走させていた美浦の田村駿仁調教師が『週刊競馬通信』（競馬通信社）に、「大橋巨泉氏に物申す」と題する抗議文を送付し掲載された。それに対し巨泉がサンケイスポーツのコラムで反論し、さらに田村が反論するという論争にまで発展したが、やりとりの中で巨泉は競馬サークルの閉鎖性やぬるま湯体質に失望し、サンケイスポーツ紙上にて休筆を宣言した。なお、田村とは数年後に和解し、田村は巨泉の追悼記事に週刊Gallopで和解した時の思い出を記載し、巨泉を評価している。
競馬評論家のセミリタイア後、2006年に『keiba01』（ケイバゼロワン、2006年12月20日発行）誌上において約20年ぶりに競馬をテーマに、「シンザンとスピードシンボリ」と題するコラムを執筆した。
2009年の著書『やめたら』では、三連単馬券について言及し、「三連単はギャンブラーの射幸心を煽る」と反対、否定的な考えを示した。また「マフィアのボスは三連単は買わない」とも言及した。また、三連複馬券や、馬単馬券についても同様に反対、否定的な見解を示した。
ディープインパクトの引退が発表された際、ファンや各マスコミから「来年も走ってほしかった」という意見が多勢だった中、巨泉は「あんな小さい体で来年も現役だの、海外遠征だの冗談じゃないよ!!」と陣営の引退の判断を支持した。その他、当時騎手だった藤田伸二の著書『騎手の一分』の感想を『週刊現代』の自身のコーナー「今週の遺言」（2013年7月8日発売号）で述べたりもしていた。

### セミリタイア
「セミリタイア」は巨泉が出演中の『ギミア・ぶれいく』およびその後に立ち上げた『巨泉の使えない英語』以外の全番組を降板する際の記者会見で使った表現で、完全に芸能界・放送界と縁を切る「引退・リタイア」ではないことを強調したものである。
なお、巨泉は50歳でセミリタイアする人生設計を描いていたが、各方面からの慰留や、49歳の時に始めた『世界まるごとHOWマッチ』での石坂浩二やビートたけしとの絡みが楽しかったこともあり、56歳まで仕事を継続した。
1990年に発表された高額納税者の俳優・タレント部門では13位の6216万円だった。
その後「セミリタイア」は、早くから蓄財しておき仕事が好調のうちに辞め、悠々自適に過ごしながら余裕のある時に仕事もするという意味合いの言葉として定着している。
同じような形で芸能活動の一線から退いた司会者として、芳村真理がいる。芳村は、巨泉と同じく司会者として絶頂を極めていた50代で、テレビの第一線から引くことを宣言し、以降はスポットでのテレビ出演に留めている。

### 政界進出と辞任
2001年（平成13年）に当時民主党幹事長だった菅直人が参議院議員通常選挙への出馬を依頼した。これを受け、最大野党・民主党から第19回参議院議員選挙の比例代表候補として立候補し、初当選。6カ月間議員を務めた。立候補打診を受けた当時、既に外国暮らしをしていて「選挙運動のために帰国するつもりはない。党の方で選挙運動をして、私を当選させておいてくれ」と言っていたが、さすがに反発が強く、帰国して選挙運動をして、党内第1位で当選（選挙結果は小泉フィーバーで自民党圧勝）。
当選後すぐにアメリカ同時多発テロ事件が起き、これをきっかけに安全保障問題をめぐっての当時民主党代表・鳩山由紀夫ら当時の党執行部との考えの違いが鮮明になる。アメリカ同時多発テロ事件を非難する国会決議には、「アメリカを支持する」との文言を理由に民主党でただ1人反対。また、インド洋への自衛隊派遣に伴う事後承認にも反対するなど、短期間でいわゆる左翼的な「造反」を連発した。
また、8月6日の民主党両院総会では、巨泉は鳩山に「社会主義インターナショナルに加盟しセンターレフト（中道左派）の党としての性格を鮮明にせよ」と迫ったが、鳩山から「民主党のコンセンサスではない」と言下に却下されている。
こうした党との意見の違いによりわずか6か月で辞職。これに伴い、ツルネン・マルテイが繰り上げ当選した。辞職の弁では「日本の民主党がこれほどまでに反民主的な集団とは思わなかった」と述べた。辞職会見の時には、旧社会党系の民主党議員や社会民主党の議員が「巨泉さん辞めないでください!」「（辞職を）やめて! 辞めないで! 辞めるのをやめて!」などと辞職する巨泉を止めようと説得する場面があった（この時は、福島瑞穂や辻元清美、中川智子などの議員もいた）。この時巨泉は「これは辞めるって会見じゃないんです。既に辞職願を出して受理されました。もう辞めたんです!」と説得する議員に向かって述べた。
比例代表で当選した議員がその党の路線への不満を理由に辞職することと、その不勉強と我が儘さに対して各方面から批判された。当時内閣官房長官だった福田康夫は会見で「職場放棄だ」と批判したが、巨泉は『爆笑問題の日曜サンデー』（2008年9月14日）に出演した際、この発言を引き合いに出し、当時首相であった福田が唐突に辞意を表明したことについて逆に批判している。
後に巨泉が語ったところによると、中村敦夫らが結成したみどりの会議への移籍を一時真剣に考えたという（みどりの会議は選挙時に存在しなかったため、比例選出の議員でも移籍は可能だった）。また、当時党内で巨泉と意見が近く、鳩山らの執行部ともたびたび対立していた横路孝弘・赤松広隆・生方幸夫ら横路グループがもしも離党、新党結成へと踏み切っていたなら共に参加しただろうとも述べている。
議員辞職後は、民主党を強く批判するスタンスを取っていた。後に再び民主党に歩み寄る姿勢を見せ、民主党政権の誕生を望んでいるような発言もしていた時期もあったが、一方で民主党が保守に寄り過ぎているという認識は同じで、民主党が自民党化することに警鐘を鳴らしている。そのため、2009年第45回衆議院議員総選挙では、民主党の“勝ち過ぎ”を警戒し、社会主義的な理念を持つ政党が一定の影響力を持つことが必要として、比例区では社民党か日本共産党に投票するよう勧めた。

### 2000年代中期以降
2005年5月、胃癌を患っていたことが判り、6月に摘出手術を行った。毎年11月中旬から翌年3月中旬までオーストラリアとニュージーランドに、5月のゴールデンウィーク後から9月中旬までカナダに滞在し、オーケーギフトショップの管理の傍ら、ゴルフを楽しむなどの生活を送った。この太陽の動きに合わせ居住地を移動する生活形式を「ひまわり生活」と呼んだ。日本に帰国するのは3月末からゴールデンウィークまでと9月中旬から11月上旬までであった。
逝去まで一貫してこのスタイルで生活していたことから「出稼ぎタレントのパイオニア」とも呼ばれるようになった。
移住先をハワイではなくカナダ、オーストラリア、ニュージーランドにした理由について、友人である元日本テレビプロデューサーの井原高忠がハワイに移住したが、ハワイは物価が高く、ゴルフ場料金も高いため老後の移住先として不適格と判断したため。カナダ、オーストラリア、ニュージーランドの順で永住権（永住資格）を取得している。
セミリタイア後も、帰国時は『笑っていいとも!』や『ニュースステーション』といった生放送番組を中心にゲスト出演していた。特に『開運!なんでも鑑定団』には通算32回出演しており、最多ゲスト出演者となっている。
「バラエティは生放送じゃなきゃ駄目。今の番組はすぐにスタッフの意向でハサミを入れる（カットする）から、出演者の面白さが全部切り取られている」「映画は監督のもの、テレビはホストのもの」が口癖だった。
メジャーリーグ評論家としても知られ、日本のメジャー通タレントの第一人者でもあり、メジャー30球団の選手名鑑を発売する程精通していた。2001年当時、メジャーで通用する日本人選手として、当時埼玉西武ライオンズに所属していた松井稼頭央を挙げた。また、アメリカンフットボールにも造詣が深く、NHK BS1でNFL中継のゲスト解説を担当したこともある。サンフランシスコ・フォーティナイナーズのファンを公言していた。
2009年2月12日、同年4月にオーケープロダクションが設立40周年を迎えることを期に、オーケープロダクションが巨泉と縁が深いイーストの完全子会社となり、同時に巨泉自身もオーケープロダクションの取締役会長を退任し、代表取締役だった巨泉の実弟で秘書の大橋哲也も相談役に退いている。

### 晩年
2013年10月13日、次女の豊田チカ（チカ・シンガー）と共に横浜ジャズプロムナードに出演した。同年11月、中咽頭癌を発症し摘出手術を受ける。
2014年11月、肺と食道の間にある「縦隔」のリンパ節に腫瘍が見つかり、放射線治療を受ける。
2015年5月18日、肺癌の手術を受け、右肺の約3分の1を摘出。同年10月14日、縦隔のリンパ節に2か所発見された腫瘍の除去手術を受ける。手術から5日後の10月19日にはゲストとして『徹子の部屋』の収録を行った（11月2日放送分）。同年10月24日には、長女の大橋美加と 阿佐谷ジャズストリート で共演している。
2015年11月3日、腸閉塞の疑いで入院。13日にいったん退院した後、27日に再び入院、30日に開腹手術を受けた。軽い腸閉塞で、がんの転移もなく、手術は成功した。12月9日に退院。21日放送のTBSラジオ『六輔七転八倒九十分』へのゲスト出演が予定されていたが、リンパ節除去手術の影響で声がかすれることから出演を見送った。
2016年2月4日放送分の『徹子の部屋』に永六輔とともにゲスト出演している。しかし同年2月には左鼻腔内に新たな癌が見つかり、外科手術を避け、抗がん剤および放射線による治療を行った。
その後も闘病しながら活動を続けていたが、体力の低下を感じて2016年3月27日に入院。4月5日に一旦退院して在宅介護に切りかえたものの、在宅介護の医療機関によるモルヒネ系鎮痛剤の誤投与により極端な体力減退に陥り、4月11日に都内の病院に緊急入院し、5月下旬には集中治療室に入っていた。週刊現代で連載していたコラムも6月27日発行号掲載分で容態悪化を説明し「気力も体力もない」と連載を終了。

### 死去
2016年7月12日午後9時29分、急性呼吸不全のために入院先の千葉県の病院で死去。82歳没。法名は、「巨泉院釈克導」（きょせんいんしゃくこくどう）。通夜と葬儀は親族のみで済ませ、9月5日に「大橋巨泉を偲ぶ会」が開催された。2月に『徹子の部屋』で共演した親友・永六輔は7月7日に他界。公表されたのは巨泉の死の前日の11日であった。巨泉の訃報に際し急遽7月20日放送の『徹子の部屋』では、2月4日放送の永六輔と出演した放送分を放送した。
巨泉の訃報を受け、芸能界では追悼のコメントが多く寄せられた。『クイズダービー』のレギュラー解答者として巨泉と共演した篠沢秀夫は「巨泉さんは大物で真の天才です」、竹下景子は「私のコンサートや舞台、ドラマにもよくダメ出ししてくれた」とそれぞれコメントした。
また、師弟関係でもあった石坂浩二は「たくさんの巨泉さんの姿と言葉が頭の中を巡っています」とコメントし、巨泉がバラエティタレントとしての才能を見出したビートたけしは「長嶋（茂雄）さんと王（貞治）さんがジャイアンツの全盛期だとしたら、テレビの全盛期は大橋巨泉じゃないかって」と7月23日放送の『新・情報7DAYS ニュースキャスター』で語った。
お別れの会は2016年9月5日に「大橋巨泉さんを偲ぶ会」と題して東京都港区のグランドプリンスホテル新高輪で営まれた。偲ぶ会には王貞治、石坂浩二、ビートたけし、タモリ、関口宏、竹下景子、小倉智昭、菅直人ら芸能・スポーツ・政財界から約600人が参列し、弔辞は王と関口が読み上げた。偲ぶ会が行われた会場には、「思い出コーナー」と題し、巨泉の看板番組『クイズダービー』と『世界まるごとHOWマッチ』の番組セットが復刻展示された。

## 人物

### 主張
- 選択的夫婦別姓制度導入について賛同する。「たとえ多数が現状に満足していても、不利を蒙る少数派のために法律は変更すべき」「頑なに同姓以外認めないのは、世界中で日本国だけになってしまった」と述べる[48]。

### その他
- テレビ出演の時にかけている黒縁の眼鏡は伊達眼鏡（俗に言う巨泉メガネ）である。極度の近視のため視力が悪く、テレビ出演時に眼鏡をかけるとレンズが光を反射し視聴者はテレビを見難くなるとの理由からコンタクトレンズを着用していたが、「眼鏡を外すと誰だかわからない」との指摘を受け、コンタクトレンズをつけ、レンズの入っていないフレームのみの眼鏡を着用しテレビ出演をした[49]。近視と加齢で晩年までに加齢性網膜剥離、緑内障、加齢黄斑変性を発症し、晩年はテレビ出演で台本やカンペを読む際、伊達眼鏡の上から専用眼鏡を掛けた姿も映された。
- 良性腫瘍で手術の必要がなくても医師には切るように依頼していた。これは、巨泉の母親が、子宮筋腫を放置し早くに亡くなっており（戦後の医療事情から子宮癌を誤診したのではないかと語っている）、早く治療することが「おふくろに対するせめてもの孝行」だという[50]。
- 1969年に再婚した際、それまで年齢を4歳多く偽っていたことを明らかにした。これは大学時代に定期券を購入するため申込書に「昭和九年」と書いたところ雨で滲んでしまい、係員が「昭和五年」と読み違えてしまったことがきっかけ。しかし当時ジャズ評論家として活動していた巨泉にとっては「十代では馬鹿にされてしまう」、「大学に高校時代の同級生は一人もいない」と好都合だったことから結局直さないことにしたという。
- 巨泉が総合司会を務めていた『ギミア・ぶれいく』の1コーナーのアニメ『笑ゥせぇるすまん』の主人公・喪黒福造役の声優・大平透とは50年来の大の親友であった。また、喪黒福造のモデルは巨泉であったが、作者である藤子不二雄Aと親交があったにもかかわらず、2005年に『トリビアの泉 〜素晴らしきムダ知識〜』で取材を受けるまで知らなかった[51]。
- 『クイズダービー』の司会を巨泉から引き継いだ徳光和夫は、司会交代後初収録の際、30分番組の収録に1時間程かかったが、番組スタッフから「巨泉さんは収録を毎回35分くらいで済ませていた」と聞かされ、「『（巨泉さんは）司会の天才だ』と、改めて自分との能力差に愕然とした」ことを語っている[52]。
- 「九条の会」傘下の「マスコミ九条の会」呼びかけ人に名前を連ねた[53]。また、神奈川県保険医協会を事務局とする「医療費の窓口負担『ゼロの会』」の賛同者でもあった[54]。
- ゴルフに対する造詣も深く、「巨泉インビテーション→巨泉招待→巨泉ゴルフトーナメント」を企画・主催し、大会会長を務めた。ビートたけし曰く、「巨泉さんのゴルフは上手だけど、負けは絶対に認めない。ミスをしようものなら何かと道具や眼鏡のせいにしてノーカンにしてた、あの人伊達メガネなのにね」とギャグにしていた。
- 好感度ナンバーワンタレントというタイトルは一番要らないと公言し、「そうなったらその時点で辞めようと思っていた」と言っていた。「自分は黙ってたってスターだから、自分の周りの共演者たちをスターにすることを、司会業をする上で心がけていた。それが全部自分に帰ってくるから。でもヨイショするのは嫌だし」といった持論を展開していた[55]。

## 家族
1956年にはジャズ歌手のマーサ三宅と結婚。2女をもうけたが、1964年に離婚。1969年、14歳年下で当時アイドルであった浅野順子（旧芸名および本名は浅野寿々子）と結婚（浅野は初婚）。
ジャズ歌手の大橋美加（長女）と豊田チカ（次女）は、マーサ三宅との間の娘。浅野との間には子はいない。次女のチカとはデュオアルバム等も発売している。
孫にタレントの大谷瑠奈（美加の娘）がおり、彼女を含めて5人の孫がいる。姪には大橋ひろみがおり、フジテレビ『クイズ!知ッテレQ』のレポーター、日本テレビ『クイズ笑って許して!』の2枠解答者として出演したほか、1984年秋には伯父の巨泉と「CFカード」のCMにも出演した。
実弟の大橋哲也は巨泉の秘書で、オーケープロダクションの社長を務めた。

## 著書

### 単著
- 『巨泉人生教室』コダマプレス、1966年
- 『巨泉・遊びの実戦教室』桃源社〈ポピュラー・ブックス〉、1967年
- 『巨泉の誘惑術入門 イキでスマートに遊ぶ法』実業之日本社〈ホリデー新書〉、1968年
- 『巨泉の競馬 君の馬券戦術は間違っている』日刊スポーツ出版社、1971年
- 『巨泉の麻雀 君の打ち方では勝てない』日刊スポーツ出版社、1971年
- 『巨泉の真言勝負 : 大橋巨泉対談集』朝日新聞社、1973年5月25日。NDLJP:1908989。
- 『巨泉の考える競馬 調教タイムを見る前に』日刊スポーツ出版社、1974年
- 『巨泉の勝つ馬券』講談社、1976年
- 『巨泉の勝つ馬券 part2』講談社、1976年
- 『巨泉・競馬界を斬る〜君の馬券評価に矛盾あり!〜』日刊スポーツ出版社、1977年
- 『巨泉流飛車落定跡 プロを攻略する』講談社、1977年
- 『わがシングルへの道』講談社、1977年。 のち文庫。
- 『巨泉・競馬界を斬る2〜日本の競馬は滅亡する〜』日刊スポーツ出版社、1982年
- 『ボクは鍋奉行?-巨泉のおいしいおいしいエッセイ』主婦の友社、1983年
- 『巨泉のこんなモノいらない!?』全3巻 日本テレビ放送網、1989年～1990年
- 『巨泉の使える英語 学校では絶対に教えない英会話革命』ワニブックス、1990年。 のち〈講談社文庫〉。
- 『競馬解体新書 サラブレッドとファンのために』ミデアム出版社、1990年
- 『巨泉の重賞競走予想全書』ミデアム出版社、1992年
- 『巨泉の使えない英語 完全保存版』朝日放送編 ワニブックス、1993年
- 『巨泉の使いこなす英語』ワニブックス、1994年
- 『愚直』講談社、1996年
- 『こんな民主主義いらない』講談社、1997年
- 『異見のすすめ』講談社、1998年
- 『生意気：東京下町青春記』三天書房、1999年
- 『巨泉：人生の選択』講談社、2000年。 のち文庫、2003年。
- 『巨泉日記』講談社、2000年。 のち文庫、2003。
- 『出発点』講談社〈講談社文庫〉、2001年
- 『「国会議員」失格』講談社、2002年
- 『大橋巨泉のこうすりゃよくなる、日本のスポーツ』朝日新聞社、2002年
- 『岐路』講談社〈講談社文庫〉、2002年
- 『巨泉 2』講談社、2003年。 のち改題『巨泉流：成功！海外ステイ術』〈講談社文庫〉、2006年。
- 『巨泉流メジャー・リーグを楽しむ法』講談社、2003年
- 『ゲバゲバ70年!大橋巨泉自伝』講談社、2004年
- 『パリ・マドリード二都物語：名画とグルメとワインの旅』講談社、2005年
- 『がん 大橋巨泉の場合』講談社、2005年
- 『どうせ生きるなら』角川書店〈角川oneテーマ21〉2006年
- 『大橋巨泉の超シロウト的美術鑑賞ノート』ダイヤモンド社、2008年
- 『大橋巨泉の美術鑑賞ノート 2 目からウロコの絵画の見かた カラヴァッジョからフェルメールまで』ダイヤモンド社、2008年
- 『やめたら』角川書店〈角川oneテーマ21〉、2009年
- 『大橋巨泉の美術鑑賞ノート 3 誰も知らなかった絵画の見かた ゴヤ、ターナー、ドラクロワをどう見るか』ダイヤモンド社、2010年
- 『大橋巨泉の美術鑑賞ノート 4 印象派こんな見かたがあったのか マネ、ドガ、ルノワール 真の印象派は誰だ』ダイヤモンド社、2011年
- 『日本人メジャーリーガー一流の条件』KKベストセラーズ〈ベスト新書〉、2011年
- 『大橋巨泉の美術鑑賞ノート 5 人生が楽しくなる絵画の見かた ゴッホ以後の100年をどう見るか』ダイヤモンド社、2012年
- 『大橋巨泉「第二の人生」これが正解! 人生80年時代「後半生」を楽しく生きるための10の選択』小学館、2013年
- 『366日命の言葉』KKベストセラーズ〈ベスト新書〉、2013年
- 『知識ゼロからの印象派絵画入門』幻冬舎、2013年
- 『巨泉の遺言撤回 「今回の人生では○○しない」』講談社、2014年
- 『それでも僕は前を向く』集英社〈集英社新書〉、2014年

### 共著
- 岩浪洋三と共著『100枚のジャズ・ヴォーカル』愛育社 1998年。 
のち改題『ジャズ・ヴォーカル名盤100』講談社〈+α文庫〉2002年。
- 王貞治と共著『頑固のすすめ』角川書店 2010年

### 翻訳
- ビリー・ホリデイ『黒い肌』油井正一と共訳、清和書院、1957年。
のち改題『奇妙な果実 : ビリー・ホリデイ自伝』 晶文社、1971年。のち再版 1998年。
- レジナルド・スマイズ『アンディキャップブックス』全6巻 奥山侊伸共訳 ツル・コミック社、1970年
- ドン・ウェイド『ゴルフが嫌いになる本 これを読んでも好きならあなたは本物のゴルファー』ジャパンタイムズ、1992年
- ボッブ・チャイジャー,パット・サリヴァン『ゴルフ狂に捧げる本 眠られぬゴルファーのために』編訳 飛鳥新社、1992年

## 出演番組
1960年代後半から1970年代初めにかけては多くのレギュラーを抱えていたが、OKギフトショップを開業した頃から主要なものを除き司会番組をセーブするようになった。

### テレビ
- 11PM（日本テレビ） 1966年4月 - 1985年9月（金曜日担当）、1968年2月 - 1985年3月（月曜日担当）
- 窓からコンチワ（TBS） 1967年4月 - 9月
- こりゃまた結構（TBS） 1967年10月 - 12月
- お笑い頭の体操（TBS） 1968年2月 - 1975年12月
- TBS歌のグランプリ 1967年4月 - 1969年
- 巨泉のスター百面相（フジテレビ）1969年
- クイズダービー（TBS） 1976年1月 - 1990年3月（1992年12月の最終回で再び司会を務めていた。その後、2000年、2004年、2014年、2015年の特番で放送された復刻版でも司会を担当）
- 世界まるごとHOWマッチ（毎日放送） 1983年 - 1990年
- ビートポップス（フジテレビ） 1966年 - 1970年
- 巨泉まとめて百万円（よみうりテレビ） 1968年10月 - 1971年10月
- 巨泉にまかせろ!（フジテレビ） 1970年4月 - 1970年9月
- 巨泉のチャレンジクイズ（よみうりテレビ） 1971年11月 - 1972年10月
- 巨泉・前武ゲバゲバ90分!（日本テレビ） 1969年10月 - 1971年3月
- 東京音楽祭・世界大会（TBS） 1972年・1973年総合司会（1972年の第1回大会で「第3回」と言ってしまい、慌てて「第2回」と訂正するも、どちらも間違っていた）
- 巨泉の世界超人フェア（フジテレビ）1983年
- 祝自由の女神100年祭・リバティーウィークエンドスペシャル 司会（1986年7月8日、TBS）
- 巨泉のこんなモノいらない!?（日本テレビ） 1987年10月 - 1989年9月
- 関口宏新春スペシャルサンデーモーニング&100人に聞きました(TBS) 1989年1月2日
- 芸者モモ子の復活（月曜ドラマスペシャル）（1989年10月30日、TBS）
- ギミア・ぶれいく（TBS） 1989年10月 - 1992年3月
  - THEプレゼンター（TBS） 1992年10月 - 1996年3月
- 世界まるごと2001年（毎日放送） 1990年 - 1991年（スーパーバイザーとコメンテーターを担当）
- 巨泉の使えない英語（朝日放送） 1992年
- スーパークイズスペシャル（1994年春、日本テレビ）「11PM世界ダービーNo.1クイズ」のコーナー司会。
- 24時間テレビ 「愛は地球を救う」（日本テレビ） - 1978年の総合司会。この時、番組のシンボルでもある黄色いTシャツを着ることはなく、スーツにネクタイ姿で出演していた。
- おはよう（水曜劇場）（TBS） 1972年 - 巨泉の数少ない「俳優」としての出演作
- 巨泉の発明ジャパンカップ（TBS）
- クイズまるごと大集合（TBS） 総合司会
- 巨泉のワールドスタークイズ（日本テレビ）
- 巨泉のチャレンジボウル（東京12チャンネル）
- 巨泉のプロアマゴルフ（東京12ch） - これは、かつて巨泉が主催した「大橋巨泉ゴルフトーナメント（当初は「巨泉インビテーション」）」というゴルフ大会から、一流プロと芸能人のラウンドを基に巨泉らが解説したという番組であった。
- 午後は○○おもいッきりテレビ（日本テレビ） - 山本コウタローが夏休みなどで不在だった時の代理司会。
- 平成教育委員会（フジテレビ） - バイク事故で入院中だった北野武の代理司会。
- ビートたけしのTVタックル（テレビ朝日）同上
- 巨泉のジャズスタジオ（NHK BS2）
- BS朝日 ザ・ドキュメンタリー「大橋巨泉がん4度目の闘い 〜治す人治さぬ人…命のドキュメント〜 」（2015年6月4日 BS朝日）2016年7月に巨泉の追悼特番として再放送。

### ラジオ
- 昨日のつづき（ラジオ関東）降板した永六輔の後任として前田武彦と共演した。アシスタントは女優の冨田恵子。
- 大学対抗バンド合戦（TBSラジオ） - この番組でタモリを発掘した。
- プレイボーイ クラブ（TBSラジオ）
- ヤングタウンTOKYO（TBSラジオ）
- 巨泉アフターアワーズ（TBSラジオ）
- 巨泉＋1（プラス ワン）（TBSラジオ）
- 巨泉シャバドビア（TBSラジオ）
- 巨泉のシングシングスウィング（TBSラジオ）
- 巨泉のジャズABC（TBSラジオ）
- 大橋巨泉のポップスNOW（文化放送）
- 巨泉の大まじめ（ニッポン放送）
- 大橋巨泉の日曜競馬ニッポン → 大橋巨泉の責任プロデュース 日曜競馬ニッポン（ニッポン放送）

### 映画
- 喜劇 競馬必勝法（ショーの司会者 1967年 東映）
- 喜劇 競馬必勝法 一発勝負（ニセ大橋巨泉 1968年 東映)
- 少年時代（写真館の主人 1990年 東宝）

## CM
- パイロット萬年筆 (現：パイロットコーポレーション)（パイロット・エリートS万年筆。このCMで発した「はっぱふみふみ」が流行語に）[56][57][58]
- サントリー（サントリービール純生。「さすがわかってらっしゃる」）
- ロート製薬（新パンシロン。同社提供「クイズダービー」の解答者であった篠沢秀夫・はらたいらと共演したバージョンもあり）
- フィリップス（コーヒーメーカー。本当の本物）
- 東洋工業（現：マツダ）（クルマ(排ガス)に厳しい巨泉ですぞ!）
- 日本ハム（スイフト。「流石〜!!（ながれいし）」）
- ハウス食品（本中華・醤。なんちゅうか本中華）
- 片岡物産（モンカフェ）
- ジェイサイド・ドットコム（大橋巨泉の出演）
- J-SIDE（アロハシャツ姿で「ナウいジェイ！」「パソコンでJ-SIDE、これフツーだよね。ケータイでJ-SIDE、これがナウイ」「ナウイ? ヒサシブリニキイタ」）
- アートネイチャー（毛沢東をもじった「毛沢山先生」役で出演）
- セントラルファイナンス（CFカード、現：三井住友カード）（やっぱりセントラルだね!）
- アサヒ緑健（緑効青汁）
- カシオ計算機 カシオメロディー、カシオトロンX-1
- 任天堂 ヤクマン
- エポック社 アラジンゲームシリーズ
- 日産自動車 マキシマ（ティザー広告）

### 万年筆のCMに関するエピソード
1969年に放映されたパイロット萬年筆(現：パイロットコーポレーション)「パイロット万年筆エリートS」のCMで譜面台の上で万年筆を走らせながらしゃべった「みじかびの きゃぷりきとれば すぎちょびれ すぎかきすらの はっぱふみふみ」という台詞が当時の流行語となる。なお、巨泉の台詞にはテイク2バージョンとして「すぎしびのほねのすねにて はにりてら すらりぺらぺら はっぱのにのに。のにのにというのは良くないね。僕が言いたいのはね。18キンキラ金ペン パイロットエリートS ふみふみかほめほめというのはだね。書き味が最高と言うこと。やっぱりふみふみだろうね。」もあった。この台詞は巨泉のアドリブだったといわれているが、一時は巨泉のものまねを演じる際に枕詞のように用いられることも多かった。この台詞は後に昭和万葉集（1980年発刊）に短歌として収録されている。音源はアルバム『オリジナル版 懐かしのCMソング大全(3) 1966〜1973』（1993年、ユニバーサルミュージック）に「はっぱふみふみ(パイロット)」として収録されている。
巨泉の著書『巨泉 人生の選択』によると、当時のパイロット萬年筆は同業他社との競争やヒット商品もなく、経営危機に陥っており約800名もの大量解雇を決断せざるを得ない瀬戸際に追い込まれていた。巨泉がCMに起用されたが、当初はまったく別内容の台本が用意されていたものの「ありきたりのメッセージで、面白くも何ともない」と巨泉がクレームを付けたことから自らアドリブで演じたのが「はっぱふみふみ」だったという。CMはこのアドリブものと台本ものを両方収録しパイロット側に見せて決定することになり、アドリブものが採用に決まった（結果は成功で、万年筆は飛ぶように売れ、経営危機を脱して大量解雇も回避できた）。また、巨泉は同書でこの台詞について「（自身の二大趣味であった）俳句の韻律とジャズのアドリブ・リズムが結び付いて生まれたもの」「言葉にとくに意味はなく、なんとなく“短くて書き良い万年筆”というイメージが浮かべば良かった」「収録後に“台本のを放映したら、この会社はダメだな”と、マネジャーに言った」「放映から数ヶ月後に会社のパーティーに招かれ、社長と労組委員長の双方から感謝された（通常、労使双方からこのように好意的に受け入れられることは皆無である）」と語っている。

## アニメ
- 千夜一夜物語（1969年、虫プロダクション） - 競馬シーンのダフ屋
- くるみ割り人形（1979年、サンリオ） - ロシア風名士

## 音楽作品
巨泉は歌手が本業ではないものの、レコードを出すなど音楽活動は行っていた。
| 発売日       | レーベル         | 品番     | 演者       | 面 | タイトル                  | 作詞       | 作曲       | 編曲     | 備考 |
| ------------ | ---------------- | -------- | ---------- | -- | ------------------------- | ---------- | ---------- | -------- | --- |
| 1958年2月    | テイチクレコード | C-4155   | 石原裕次郎 |    | 嵐を呼ぶ男                | 井上梅次   | 大森盛太郎 | 河辺公一 | 作詞を巨泉が補作している。 |
| 1969年7月5日 | ビクターレコード | BX-100   | 大橋巨泉   | A  | おれは天下の百面相        | 井上ひさし | 筒美京平   | 筒美京平 | 『巨泉のスター百面相』（フジテレビ）主題歌。 |
| 1969年7月5日 | ビクターレコード | BX-100   | 大橋巨泉   | B  | こりゃまたみなさん百面相  | 井上ひさし | 筒美京平   | 鈴木宏昌 | 『巨泉のスター百面相』（フジテレビ）副主題歌。 |
| 1969年7月5日 | テイチクレコード | SN-795   | 大橋巨泉   | A  | おれは天下の百面相        | 井上ひさし | 筒美京平   | 筒美京平 | 『巨泉のスター百面相』（フジテレビ）主題歌。 |
| 1969年7月5日 | テイチクレコード | SN-795   | 大橋巨泉   | B  | こりゃまたみなさん百面相  | 井上ひさし | 筒美京平   | 鈴木宏昌 | 『巨泉のスター百面相』（フジテレビ）副主題歌。 |
| 1970年       | フィリップス     | FS-1142  | 木元泉     | A  | お願いがあるの            | 一谷伸江   | 杉原淳     | 大柿隆一 | コーラス 大橋巨泉とザ・サラブレッズで参加。 |
| 1970年       | フィリップス     | FS-1142  | 木元泉     | B  | どこかでだれかに          | 大橋巨泉   | 杉原淳     | 渋谷毅   | コーラス 大橋巨泉とザ・サラブレッズで参加。 |
| 1973年5月5日 | 東芝レコード     | TP-2843  | 大橋巨泉   | A  | さすがわかってらっしゃる  | 酒井睦雄   | 森田公一   | 前田憲男 | 当時巨泉が出演していたサントリー「純生」コマーシャルソングとして、この曲の替え歌「ご当地、ビールは?」（非売品ソノシートが存在する）が使用された。 2003年9月29日にEMIミュージック・ジャパンから発売されたコンピレーションアルバムCD『笑タイム』の第11トラックにも収録。 |
| 1973年5月5日 | 東芝レコード     | TP-2843  | 大橋巨泉   | B  | 都会をあとに              | 奥山侊伸   | 前田憲男   | 前田憲男 | |
|              | コロムビア       | JPS-5114 | 大橋巨泉   |    | 大橋巨泉 プレイボーイ入門 |            |            |          | ナレーションを収録。演奏:八城一夫とオールスターズ。 |

## 連載
主に競馬関連のコラムをスポーツ新聞各紙の中央競馬面に執筆していた。
- 日刊スポーツ（東京版）
- スポーツ報知（東京版）
- サンケイスポーツ（東京版）
  - 競馬エイト

## 主な所有馬
勝負服は緑、白一本輪、赤袖。当初は本名の大橋克巳名義、1987年頃からオーケー商事名義を使用した。所有馬には音楽関係の名前を付けることが多かった。晩年は中央競馬所属の所有馬はいなかった。
- ローレンダッドレイ（吾妻小富士賞2着、パラダイスステークス3着）
- フレーミングユース（9戦2勝。種牡馬としてダイナカーペンター[注 12]（1988年阪神大賞典、1989年京都記念）を輩出）